# Luciana Palombi
Luciana Pieri, in arte Luciana Palombi e Luciana Pieri Palombi (Roma, 30 gennaio 1926 – Montegrotto Terme, 16 settembre 2019), è stata una cantante lirica e attrice italiana.

## Biografia
Ha studiato pianoforte fin da bambina. Ha conseguito il diploma di maturità classica presso il liceo romano Virgilio. In seguito ha studiato canto lirico. Ha sposato il tenore Attilio Palombi, prematuramente scomparso, discendente da illustre famiglia, originaria di Monte San Martino. La sua carriera ha inizio negli anni '60, quando ricopre piccoli ruoli in opere liriche, sia in teatro che in trasmissioni e incisioni radiofoniche della Rai.
Inizialmente soprano, attraverso un approfondito studio vocale, in particolare con il maestro Renato Federighi, è passata al registro di mezzosoprano/contralto e ha cantato nei maggiori teatri italiani, tra cui il Teatro alla Scala di Milano, il San Carlo di Napoli, l'Opera di Roma, il Teatro Verdi di Trieste, il Teatro Carlo Felice di Genova, il Teatro Massimo Bellini di Catania e il Teatro Massimo di Palermo. 
Al Teatro dell'Opera di Roma nel 1961 è Kate Pinkerton in Madama Butterfly diretta da Gianandrea Gavazzeni.
Al Teatro La Fenice di Venezia nel 1964 è Kate Pinkerton in Madama Butterfly con Virginia Zeani ed Angelo Nosotti diretta da Arturo Basile e nel 1969 La Suora Zelatrice in Suor Angelica con Maria Chiara ed Adriana Lazzarini diretta da Oliviero De Fabritiis.
Al Teatro alla Scala di Milano nel 1973 è Suor Infermiera in Suor Angelica con Katia Ricciarelli e la Lazzarini diretta da Bruno Bartoletti.
Al Teatro Verdi di Trieste nel 1975 è la Terza fanciulla fiore di Klingsor in Parsifal con Eno Mucchiutti, nel 1981 Rossweisse in Die Walküre e nel 1982 Fifì in Sogno di un Valzer di Oscar Straus con Gino Pernice diretta da Oskar Danon.
Negli anni '80 la sua versatilità artistica la porta ad essere attiva tanto nel mondo dell'operetta (La Grande-Duchesse de Gérolstein, a Palermo e a Bologna) quanto in quello televisivo come attrice, Verdi (1982) per la regia di Renato Castellani, Rigoletto (1988), film di Jean Pierre Ponnelle con Luciano Pavarotti, Investigatori d'Italia (1987) per la regia di Paolo Poeti. 
Negli anni '90 intraprende il cinema, partecipando a La riffa (1991), film d'esordio di Monica Bellucci per la regia di Francesco Laudadio, ma soprattutto a Il mostro (1994) di Roberto Benigni, dove ha interpretato il personaggio di Claudia, la signora che per un comico equivoco si ritiene oggetto di un tentativo di stupro da parte dello stesso Benigni.
In seguito ha partecipato con gustosi cammei e ruoli più importanti a diverse fiction televisive (Don Matteo, Distretto di polizia, Stiamo bene insieme, Grandi domani, Il giudice Mastrangelo, Il maresciallo Rocca, Un caso di coscienza 5).

## Filmografia parziale
- Ti spiace se bacio mamma? di Alessandro Benvenuti (2003)
- Febbre da cavallo - La mandrakata di Carlo Vanzina (2002)
- Il mostro di Roberto Benigni (1994)
- La riffa di Francesco Laudadio (1991)
- Johnny Stecchino di Roberto Benigni (1991)